# Klement VII., protupapa
Protupapa Klement VII., rođen kao Robert iz Ženeve (Ženeva, 1342. – Avignon, 16. rujna 1394.), katolički protupapa od 1378. do 1394. godine. Bio je prvi protupapa za vrijeme Zapadnog raskola koji je uzrokovao probleme Rimokatoličkoj Crkvi sljedećih četrdeset godina.

## Životopis
Rodio se u obitelji Amadea III. († 1367.), grofa Ženeve iz Savojske dinastije. Imenovan je biskupom Thérouannea 1361., a nadbiskupom Cambraija 1368. godine. Godine 1371. postavljen je za kardinala. U sjevernoj Italiji obnašao je dužnost papinskog legata (1376. – 1378.) nastojeći ugušiti pobunu protiv Papinske Države. Tom prilikom, sudjelovao je 1377. godine s vojnim snagama u masakru u Ceseni gdje je poubijano oko 4.000 pobunjenika, što mu je osiguralo nadimak koljač iz Cesene.
Bio je vođa kardinala koji su izbor pape Urbana VI. 1377. godine proglasili nevažećim, nakon čega je Robert proglašen za antipapu Klementa VII. dana 20. rujna 1378. godine na izboru u gradu Fondi. Njegov izbor za papu podržavala je Engleska, dok su Urbana VI. priznavali Francuzi.
Godine 1379. povukao se na dvor kraljice Ivane I. Napuljske koja ga je priznala za papu. Međutim, kako je stanovništvo Napuljske kraljevine favoriziralo Urbana VI., Klement VII. se morao doskora povući u Avignon, gdje ga je francuski kralj Karlo V. Mudri (1364. – 1380.) priznao za papu.